# Кудзумоти
Кудзумоти (яп. 葛餅) — это термин японской кухни, обозначающий либо пирожные моти, приготовленные из кузуко (葛粉), крахмала, получаемого из корня растения кудзу, либо пирожные моти, приготовленные из пшеничного крахмала, ферментированного лактобактериями (久寿餅). Являются фирменным блюдом некоторых специальных районов Токио, которое подаётся охлаждённым и подаётся с куромицу и кинако.

## Разновидности
В регионе Кансай кудзумоти (яп. 葛餅) традицонно готовится из крахмала растения кудзу путём замешиваниясмеси с сахаром при нагревании и последующей заливке в форму для затвердевания, или к кондитерским изделиям, завёрнутым в пасту из красной фасоли, например кудзу мандзю (яп. 餡饅頭). Он популярен как летняя сладость из-за своего прозрачного вида и подачи в охлаждённом виде.
В регионе Канто, это иногда относится к кусумоти (яп. 久寿餅), который готовят путём пропаривания ферментированного мучного крахмала и разрезания его на треугольные формы. Кусумоти имеет молочно-белое тесто и слегка кисловатый вкус.
Кузумоти (яп. 葛焼き) на Окинаве готовят из умукудзи (яп. ンムクジ — крахмал из сладкого картофеля), вместо крахмала кудзу по технике, применяемой в регионе Кансай.

## Приготовление
Обычный способ приготовления заключается в том, что порошок кузуко смешивают с водой и сахаром и варят на слабом огне, непрерывно помешивая, пока смесь не загустеет и не станет прозрачной. Этот процесс также придает кузу эластичную текстуру. Прозрачный внешний вид конечного продукта создает ощущение прохлады, что делает его популярным выбором для употребления в тёплое время года. Чаще всего готовый кадзумоти подаётся с кинако, анко, куромицу и фруктами.

## Галерея

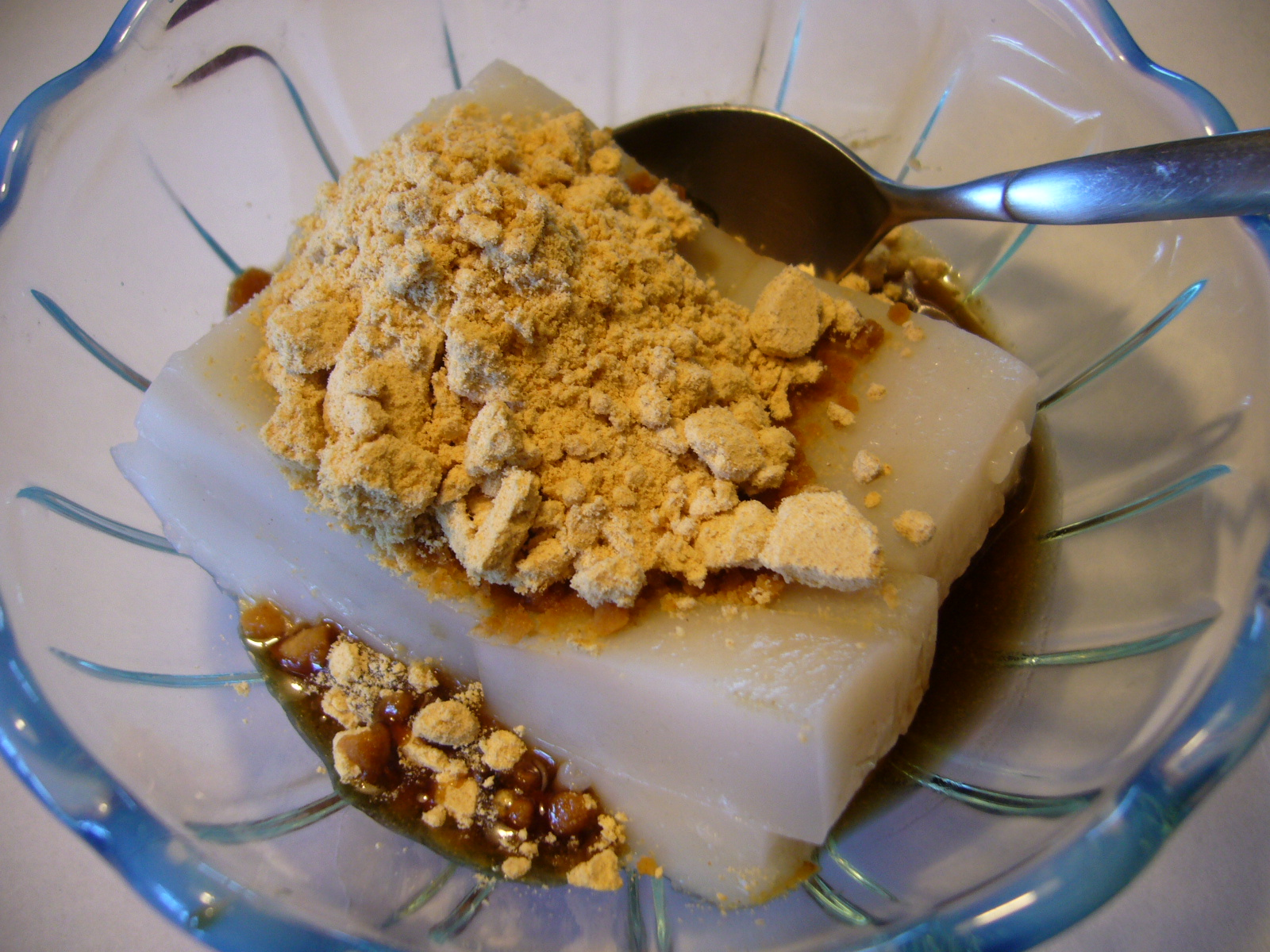
Кудзумоти из пшеничного крахмала в токийском стиле  (яп. 久寿餅 kuzumochi)
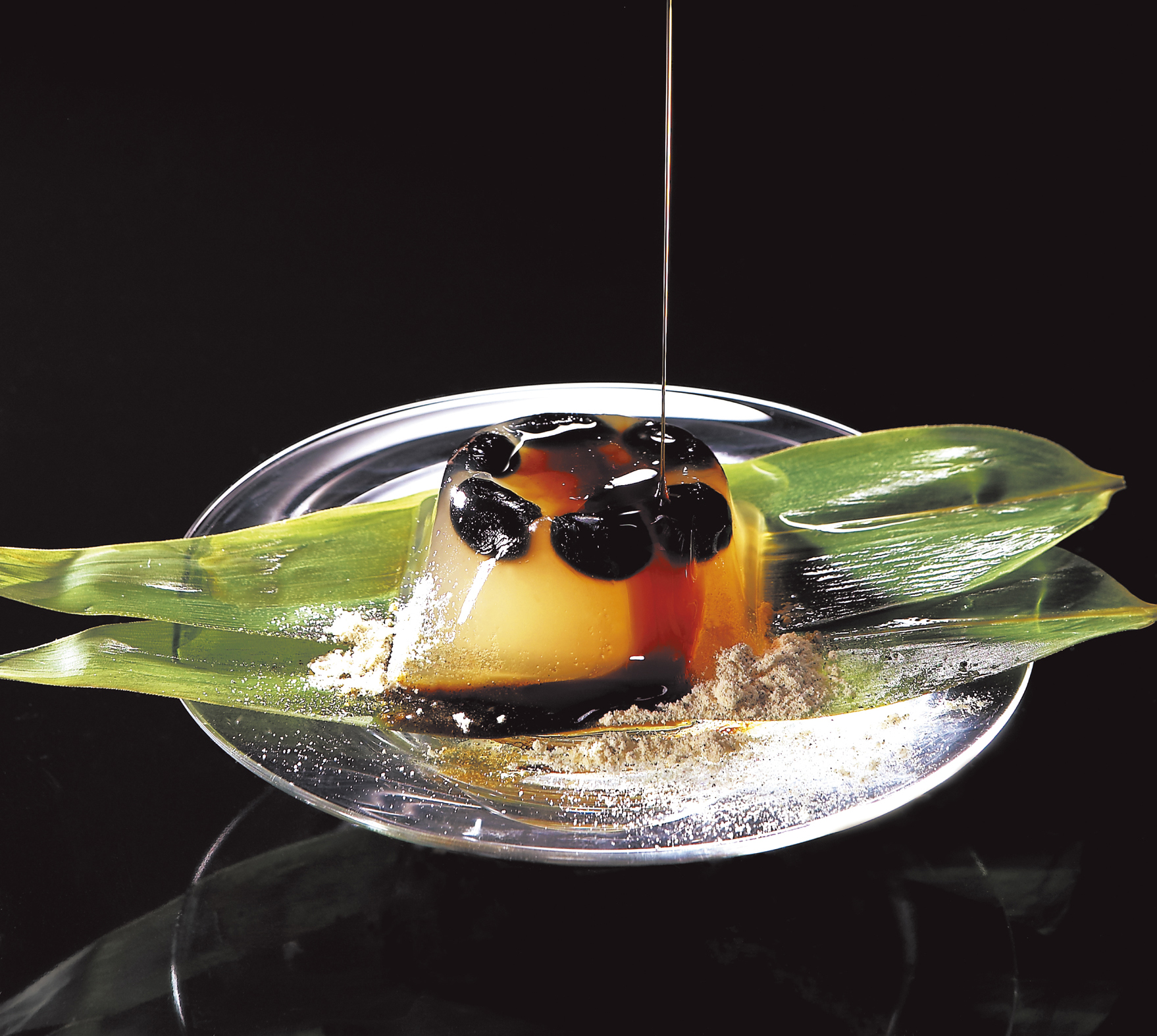
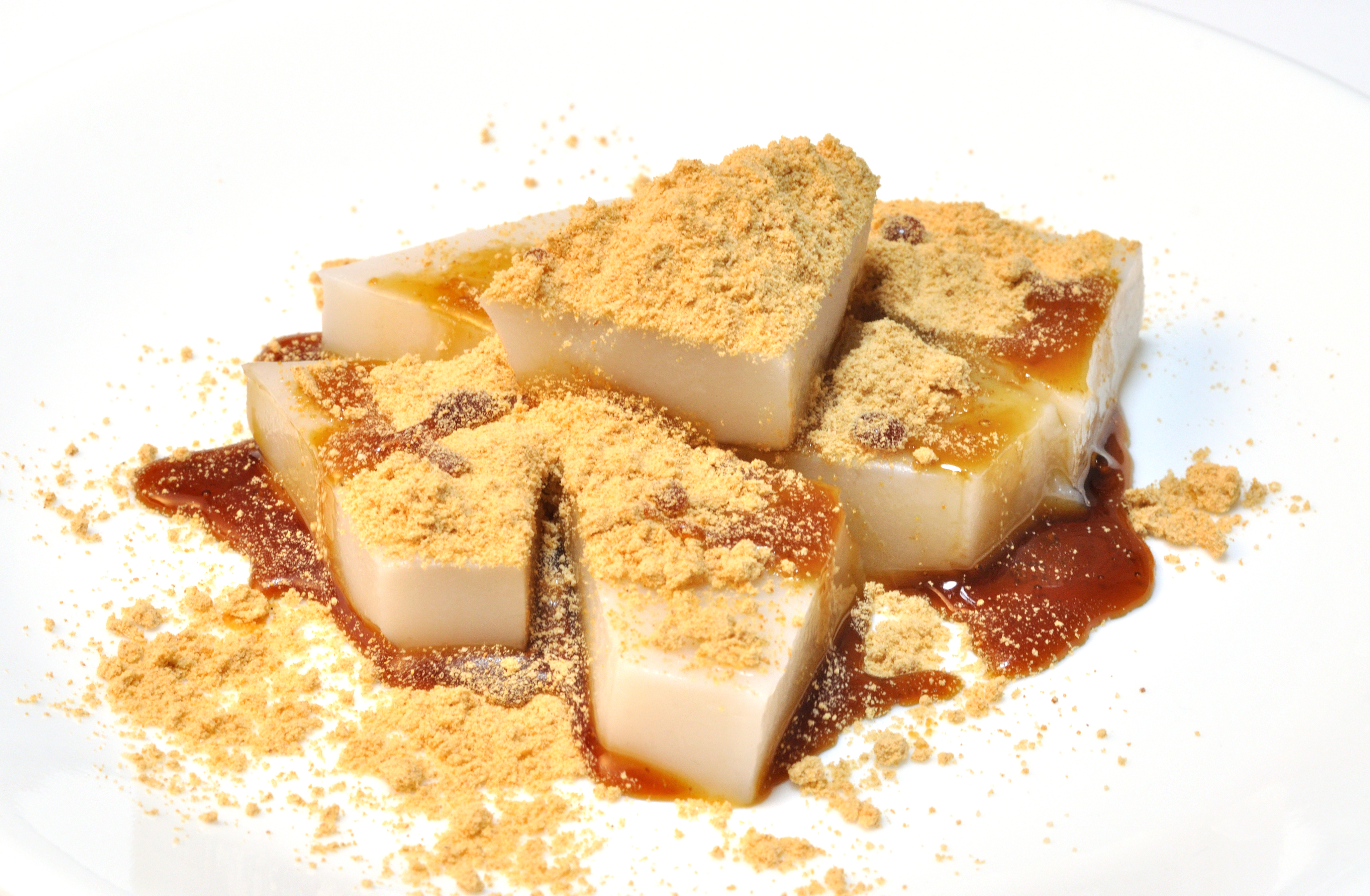
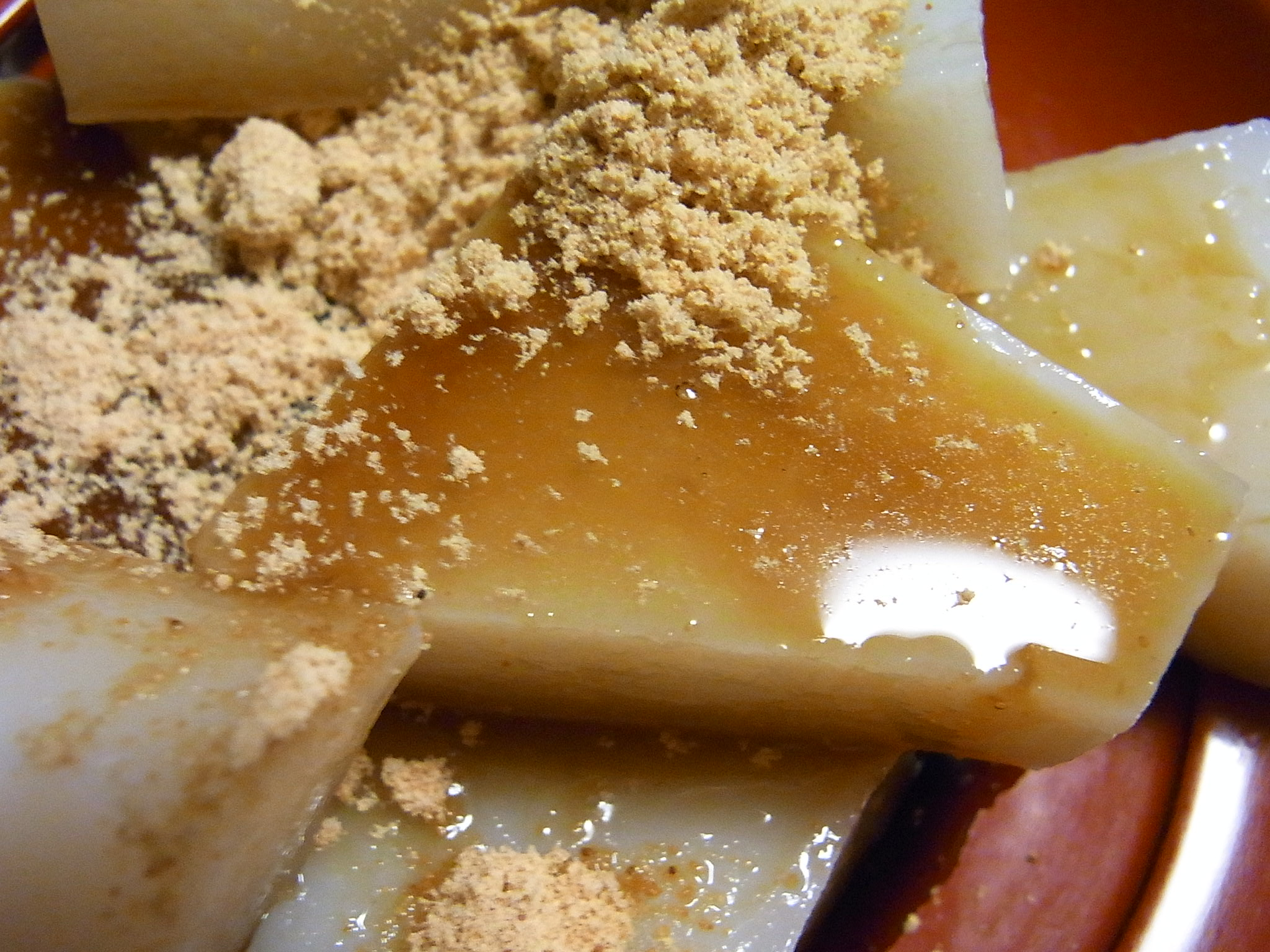